# تینجه
تینجه (به عربی: تينجة) یک منطقهٔ مسکونی در تونس است که در استان بنزرت واقع شده‌است.
 تینجه  ۲۱٬۱۶۷ نفر جمعیت دارد.